# Vzpírání na Letních olympijských hrách 2008 – muži do 85 kg
Vzpěrači do 85 kg soutěžili na Letních olympijských hrách 2008 sedmý den soutěží, v pátek 15. srpna 2008. V kategorii startovalo celkem 21 závodníků z 19 zemí, olympijský závod úspěšně dokončilo 16 z nich.
Šampiónem se stal čínský reprezentant Lu Jung, který předčil běloruského mistra světa a suveréna posledních sezón Andreje Rybakoŭa. Běloruský vzpěrač mírně zaostal za očekáváním v trhu, kde předvedl jeden neúspěšný pokus, nakonec zvládl 185 kg a měl 5 kg náskok na Lu Junga. V nadhozu na své poměry předvedl velmi dobrý výkon a soutěž ukončil výborným výkonem 394 kg. Podle očekávání se Číňan pokoušel útočit v nadhozu. Využil nižší tělesné hmotnosti, a pokusil se tedy Bělorusův výkon dorovnat, což by mu stačilo k olympijskému titulu. Na váhu 214 kg měl dva zbývající pokusy. Hned prvním z nich dostal činku až nad hlavu a rozhodčí mu pokus v poměru 3:0 uznali, ale jury správně výrok rozhodčích jednomyslnou shodou zvrátila, neboť čínský reprezentant se dopustil technické chyby – dodatečného dopnutí levé paže při výrazu. Lu Jung se ale dokázal zkoncentrovat i na svůj závěrečný pokus. Předvedl čistou techniku a jasně si zajistil olympijský titul. Andrej Rybakou získal na Olympijských hrách druhé stříbro, ale zatímco to aténské, kdy startoval dokonce až v B skupině, bylo spíše překvapením, nyní se od něj více očekávalo zlato. Náplastí mu může být alespoň stanovení nového světového rekordu v nadhozu.
V souboji o bronz se rozhodovalo mezi dvěma borci – Arménem Tigranem V. Martirosjanem a Kazachem Vladimirem Sedovem, jenž byl příjemným překvapením soutěže. Sedov se třemi platnými pokusy dostal po trhu do mírného náskoku, ale bronzovou pozici neudržel v nadhozu, kde Martirosjan jeho výkon dorovnal a díky nižší tělesné hmotnosti Kazacha ve výsledcích předstihl.
Po reanalýze kontrolních vzorků v roce 2016 byl z důvodu porušení dopingových pravidel diskvalifikován původní světový rekordman a stříbrný medailista Rybakou. Sedov, který by se případně posunul na bronzový stupínek, byl rovněž diskvalifikován. Olympijským vítězem zůstal Číňan Lu, stříbrným medailistou se stal Armén Martirosjan a bronz připadl původně pátému Kubánci Jadieru Valladaresovi.

## Program
Pozn.: Pekingského času (UTC+8)
| Datum                 | Čas         | Skupina |
| --------------------- | ----------- | ------- |
| Pátek, 15. srpna 2008 | 10:00–12:00 | B       |
| Pátek, 15. srpna 2008 | 19:00–21:00 | A       |

## Přehled rekordů
Pozn.: Platné před začátkem soutěže
| Druh rekordu              | Disciplína | Držitel             | Výkon  |
| ------------------------- | ---------- | ------------------- | ------ |
| Světové rekordy           | Trh        | Andrej Rybakou      | 187 kg |
| Světové rekordy           | Nadhoz     | Čang Jung           | 218 kg |
| Světové rekordy           | Dvojboj    | Andrej Rybakou      | 393 kg |
| Olympijské rekordy        | Trh        | Olympijský standard | 180 kg |
| Olympijské rekordy        | Nadhoz     | Olympijský standard | 215 kg |
| Olympijské rekordy        | Dvojboj    | Olympijský standard | 392 kg |
| Světové juniorské rekordy | Trh        | Andrej Rybakou      | 182 kg |
| Světové juniorské rekordy | Nadhoz     | Ilja Ilin           | 216 kg |
| Světové juniorské rekordy | Dvojboj    | Ilja Ilin           | 386 kg |

## Startovní listina
| Poř.                        | Závodník                  | Stát                   | Těl. hm. [kg] |       | Trh [kg] | Trh [kg] | Trh [kg] |       | Nadhoz [kg] | Nadhoz [kg] | Nadhoz [kg] |  | Výsledek [kg] |
| --------------------------- | ------------------------- | ---------------------- | ------------- | ----- | -------- | -------- | -------- | ----- | ----------- | ----------- | ----------- |  | ------------- |
| Poř.                        | Závodník                  | Stát                   | Těl. hm. [kg] | 1. p. | 2. p.    | 3. p.    | 1. p.    | 2. p. | 3. p.       |             |             |  | Výsledek [kg] |
| Zlatá olympijská medaile    | Lu Jung                   | Čína                   | 84,41         |       | 175      | 180      | 183      |       | 208         | 214         | 214         |  | 394           |
|                             | Andrej Rybakou            | Bělorusko              | 84,69         |       | 180      | 185      | 185      |       | 200         | 204         | 209         |  | 394           |
| Stříbrná olympijská medaile | Tigran Varban Martirosjan | Arménie                | 83,78         |       | 172      | 177      | 180      |       | 203         | 203         | 206         |  | 380           |
|                             | Vladimir Sedov            | Kazachstán             | 84,54         |       | 170      | 175      | 180      |       | 200         | 203         | 203         |  | 380           |
| Bronzová olympijská medaile | Jadier Valladares         | Kuba                   | 84,84         |       | 161      | 166      | 169      |       | 198         | 198         | 203         |  | 372           |
| 4.                          | Benjamin Hennequin        | Francie                | 84,55         |       | 157      | 162      | 162      |       | 196         | 201         | 205         |  | 367           |
| 5.                          | Mansurbek Čašemov         | Uzbekistán             | 84,71         |       | 165      | 165      | 169      |       | 195         | 199         | 202         |  | 367           |
| 6.                          | Kendrick Farris           | Spojené státy americké | 84,14         |       | 153      | 157      | 160      |       | 195         | 195         | 202         |  | 362           |
|                             | İntiqam Zairov            | Ázerbájdžán            | 84,52         |       | 160      | 166      | 166      |       | 195         | 199         | 199         |  | 361           |
| 7.                          | Carlos Andica             | Kolumbie               | 84,62         |       | 155      | 160      | 160      |       | 190         | 195         | 201         |  | 356           |
| 8.                          | Ulanbek Moldodosov        | Kyrgyzstán             | 84,74         |       | 152      | 160      | 160      |       | 182         | 190         | 194         |  | 346           |
| 9.                          | Ondrej Kutlík             | Slovensko              | 84,89         |       | 150      | 155      | 155      |       | 186         | 191         | 193         |  | 343           |
| 10.                         | Benedict Uloko            | Nigérie                | 84,97         |       | 144      | 148      | 151      |       | 187         | 187         | 191         |  | 339           |
| 11.                         | Brice Vivien Batchaya     | Kamerun                | 82,77         |       | 150      | 153      | 155      |       | 180         | 185         | 185         |  | 333           |
| 12.                         | David Katoatau            | Kiribati               | 84,17         |       | 130      | 130      | 135      |       | 170         | 178         | 178         |  | 313           |
| 13.                         | Terrence Dixie            | Seychely               | 82,67         |       | 110      | 115      | 115      |       | 130         | 140         | 140         |  | 255           |
|                             | İzzet İnce                | Turecko                | 84,29         |       | 165      | 165      | 170      |       | 190         | ---         | ---         |  |               |
|                             | Vadzim Stralcou           | Bělorusko              | 84,37         |       | 170      | ---      | ---      |       |             |             |             |  |               |
|                             | Rauli Tsirekidse [zápis?] | Gruzie                 | 84,55         |       | 143      | 143      | 148      |       |             |             |             |  |               |
|                             | Edgar Gevorgjan           | Arménie                | 84,69         |       | 170      | 170      | 176      |       | 196         | 196         | 196         |  |               |
|                             | Herbys Márquez            | Venezuela              | 84,91         |       | 152      | 152      | 152      |       |             |             |             |  |               |

## Nově stanovené rekordy
| Druh rekordu       | Disciplína | Držitel        | Výkon  |
| ------------------ | ---------- | -------------- | ------ |
| Světový rekord     | Dvojboj    | Andrej Rybakou | 394 kg |
| Olympijské rekordy | Trh        | Andrej Rybakou | 185 kg |
| Olympijské rekordy | Dvojboj    | Andrej Rybakou | 394 kg |